# Sciara delessei
Sciara delessei är en tvåvingeart som först beskrevs av Seguy 1953.  Sciara delessei ingår i släktet Sciara och familjen sorgmyggor.
Artens utbredningsområde är Grönland. Inga underarter finns listade i Catalogue of Life.